# Zogú I d'Albània
Ahmed Bei Zogu, més conegut com a Zogú I (Castell de Burgajet, 8 d'octubre de 1895 - Suresnes, França, 9 d'abril de 1961), fou un polític albanès, president d'Albània el 1925-1928 i després Mbret o rei d'Albània del 1928 al 1939.
Era fill gran de Djemal Paixà Zogu, cap de la família de governadors hereditaris de Mati, i de Sadia Toptani, parenta d'Essad Pasha Toptani. Fins a esdevenir rei d'Albània fou conegut amb el nom d'Ahmed Beg Zogu i succeí el seu pare com a governador el 1911.
Durant la Primera Guerra Mundial fou aliat d'Àustria i després de la guerra esdevingué líder del Partit Reformista Popular. El 1921 fou nomenat ministre de l'interior, i el 1922 president del consell de ministres. El 1924 es feu elegir president de la república, i el 1928 es proclamà rei. Uns anys després es casà amb la comtessa hongaresa Geraldina Apponyi, amb la que tindria un fill, el futur Leka I d'Albània.
Zogú va donar per acabat un llarg període d'inestabilitat política i el país va gaudir de relativa tranquil·litat sota el seu règim. Començà un apropament a Itàlia, que el va dur a signar un tractat d'amistat el 1925 i el 1927 un tractat d'aliança defensiva amb Benito Mussolini, pactes que deixaren Albània sota el control absolut d'Itàlia.
El 1939 les tropes italianes envaïren Albània i proclamaren rei Víctor Manuel III d'Itàlia, i Zogu va fugir a l'exili, refugiant-se a Grècia, després a Egipte i finalment (1955) a França. El 1945 fou proclamada la república a Albània, però Zogu mantingué el títol de rei a l'exili, reconegut per tots els albanesos exiliats, que a la seva mort proclamaren rei el seu fill Leka I d'Albània.